# Водяная собака

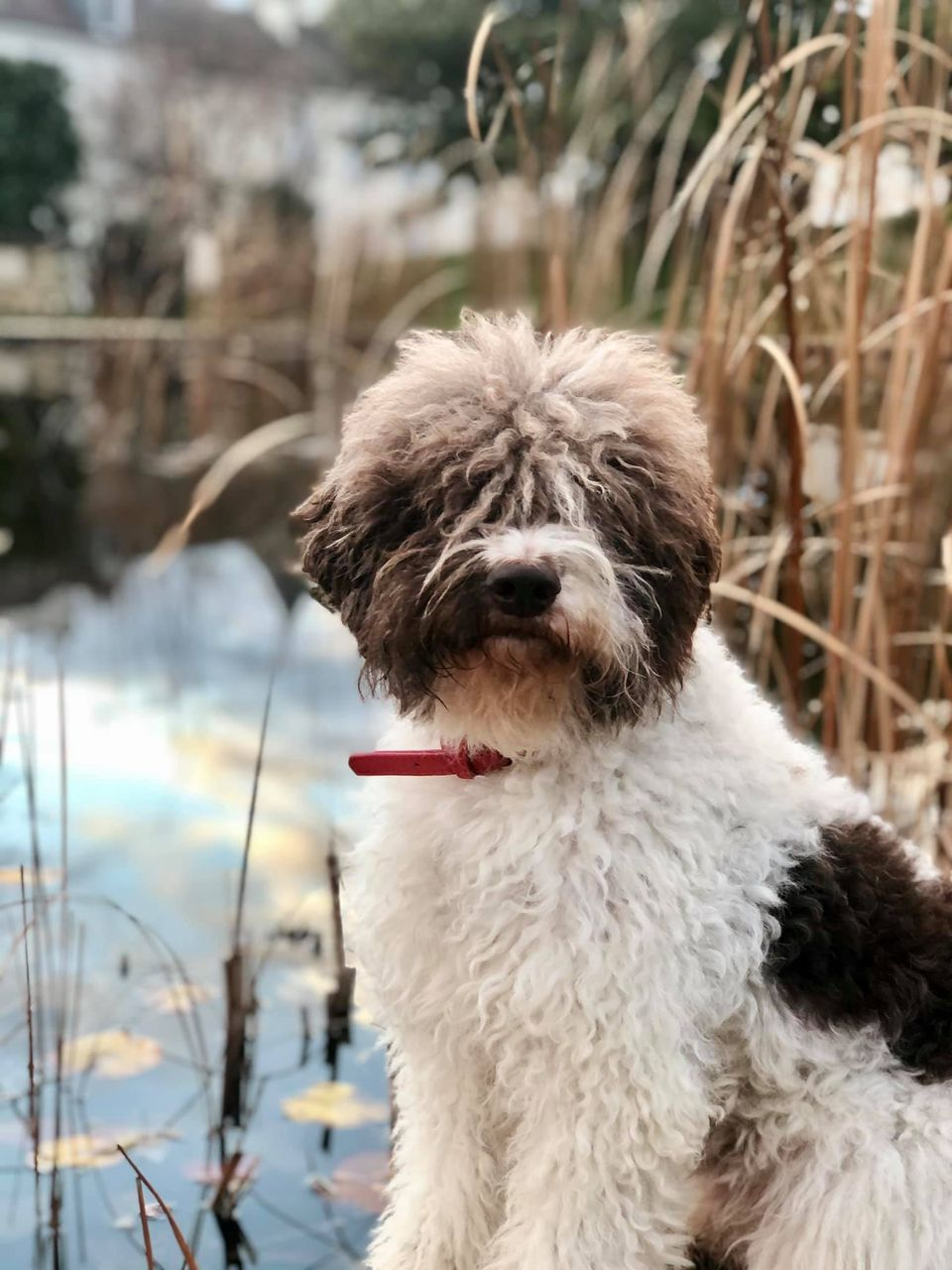
Лаготто-романьоло

Водяная собака — это разновидность подружейных собак для работы на воде. Водяные собаки являются достаточно старым типом собак, от которых происходят многие современные породы, например ретриверы.

## Описание
Водяные собаки — это собаки среднего размера с густой водонепроницаемой шерстью, обычно она вьющаяся.
Водяных собак традиционно стригут, сбривая шерсть на животе и пояснице чтобы помочь в плавании за счет уменьшения сопротивления, но при этом сохраняя длинную шерсть вокруг туловища, чтобы собака не замерзла в ледяной воде.

## История

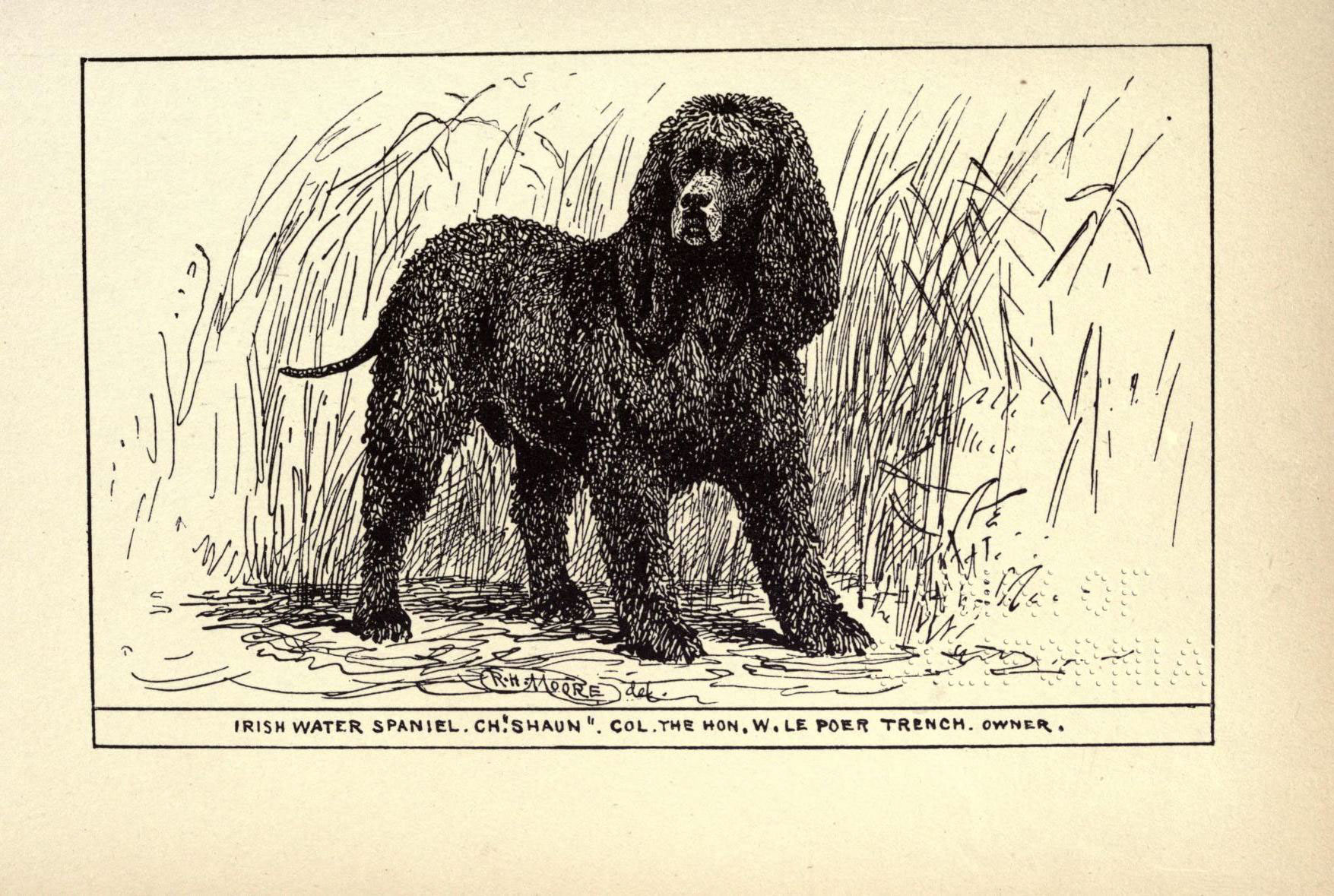
Ирландский водяной спаниель

Водяные собаки — старинный тип собак, которых использовали моряки. Они были известны ещё во времена римлян, которые называли их «львиными собаками» из-за характерной стрижки.
В средневековой Европе водяные собаки были популярны у охотников для извлечения уток из воды, а также для поиска стрел, не попавших в цель. Также водяные собаки использовались в испанском флоте, а до 20 века их можно было часто увидеть на борту рыболовецких судов в Испании и Португалии.
С появлением огнестрельного оружия, потребность в собаках для извлечения стрел исчезла. Некоторые водяные собаки стали декоративными, например, пудель, а другие современными подружейными, например веттерхун и американский водяной спаниель.
Считается, что при выведении многих пород ретриверов и ньюфаундленда использовались водяные спаниели.

## Список водяных собак
Список современных пород водяных собак:
| Породы водяных собак          | Породы водяных собак         | Породы водяных собак | Породы водяных собак | Породы водяных собак                                                                                         | Породы водяных собак                                                           | Породы водяных собак |
| Название                      | Иностранное название         | Страна происхождения | Тип шерсти | Окрас | Размер                                                                         | Фото                 |
| ----------------------------- | ---------------------------- | -------------------- | --- | --- | ------------------------------------------------------------------------------ | -------------------- |
| Американский водяной спаниель | англ. American Water Spaniel | США                  | Плотная шерсть с маленькими завитками.                                                                                  | Ливерный, коричневый или шоколадный.                                                                         | Рост 38-46 см Вес 11,3-20,4 кг                                                 |                      |
| Барбет                        | фр. Barbet                   | Франция              | Плотноприлегающая шерсть, может быть длинной или косматой, завиткиупругие и короткие.                                   | Белый, чёрный, шоколадный или темно-серый с пятнами, светло-палевый с темными пятнами.                       | Рост 53-65 см.                                                                 |                      |
| Веттерхун                     | нидерл. Wetterhoun           | Нидерланды           | Шерсть средней длины, густая и жёсткая, за исключением головы и ног покрыто завитками.                                  | Сплошной чёрный или коричневый, чёрно-белый или коричнево-белый.                                             | Рост 55-59 см                                                                  |                      |
| Ирландский водяной спаниель   | англ. Irish Water Spaniel    | Ирландия             | Плотные и тугие завитки, шерсть гладкая.                                                                                | Ярко-красный                                                                                                 | Рост 56-61 см                                                                  |                      |
| Испанская водяная собака      | исп. Perro de agua español   | Испания              | В молодом возрасте шерсть короткая, волнистая или курчавая, ко взрослому возрасту шерсть начинает скручиваться в шнуры. | Окрас однотонный белый, чёрный или коричневый, могут быть белые, чёрные и коричневые пятна на основном фоне. | Рост 40-50 см Вес 14-22 кг                                                     |                      |
| Лаготто-романьоло             | итал. Lagotto romagnolo      | Италия               | Шерсть густая, курчавая, жёсткая на ощупь, водонепроницаемый подшёрсток.                                                | Окрас от тёмно-коричневого до белого, белого с рыжими и коричневыми пятнами.                                 | Рост 41-48 см Вес 11-16 кг                                                     |                      |
| Португальская водяная собака  | порт. Portuguese Water Dog   | Португалия           | У породы бывает волнистая и кудрявая шерсть, подшерстка нет.                                                            | Чёрные, чёрно-белые, коричневые или с серебристыми кончиками.                                                | Рост 43-57 см Вес 16-25 кг                                                     |                      |
| Пудель                        | фр. Caniche нем. Pudel       | Франция Германия     | Бывает кудрявая и шнуровая шерсть, подшёрстка нет.                                                                      | Чёрный, белый, коричневый, серебристый и рыжий                                                               | Рост: большой: 45—60 +2 см малый: 35—45 смкарликовый: 28—35 смтой: 24—28 −1 см |                      |
| Пудельпойнтер                 | нем. Pudelpointer            | Германия             | Шерсть жёсткая и грубая.                                                                                                | Коричневый, цвет опавших листьев и чёрный                                                                    | Рост 55-68 см Вес 20,5-31 кг                                                   |                      |